# لاحقا (رواية)

لاحقًا (ستيفن كينج) 2021

لاحقًا (بالإنجليزية: Later) رواية عن الجريمة كتبها الكاتب الأمريكي ستيفن كينج، صدرت في 2 مارس 2021 عن دار النشر «هارد كيس كرايم» في 248 صفحة. دخلت الرواية في قائمة الكتب الأكثر مبيعًا في نيويورك تايمز في المرتبة الثانية، في الأسبوع المنتهي في 6 مارس 2021. تدور الأحداث من منظور بطل الرواية «جيمي كونكلين» الذي لديه القدرة على رؤية الموتى.

## جيمي كونكلين
جيمس «جيمي» كونكلين هو الشخصية الرئيسية وراوي الرواية من منظور الشخص الأول. يشارك القاريء وهو يروي قصته مع التركيز على كيفية فهمه بشكل أفضل لما كان يحدث له عندما كان طفلاً فقط في وقت لاحق من حياته. جيمي فريد من نوعه لأنه قادر على رؤية الموتى والتواصل معهم. كان في الحضانة عندما رأى الرجل الذي قُتل في حادث دراجة واقفاً بجانب جثته. أقنع جيمي والدته أنه لم يكن مجنونًا بعد عام عندما توفيت منى، جارتهم المجاورة. تمكن جيمي من إخبار والدته بمكان البحث عن خواتم منى المفقودة، وكانت الخواتم فعلاً حيث أخبرها جيمي أنها ستكون.

## أحداث الرواية
تدور الأحداث في أواخر عقد 2000 وأوائل عقد 2010. جيمي هو الشخصية الرئيسية ويعيش مع والدته العزباء تيا في مدينة نيويورك. جيمي لديه القدرة على رؤية الموتى والتحدث معهم، ويحصل منهم على إجابات صادقة عما يسأل عنه. أصيب جيمي، عندما كان صغيرًا، بصدمة نفسية بعد مقتل رجل في حادث سيارة بالقرب من سنترال بارك، على الرغم من وفاته فقد قام المتوفى بالتلويح لجيمي. عندما يكبر ببضع سنوات، يتحدث إلى منى، الزوجة الراحلة للبروفيسور مارتن بوركيت، وهو جار وصديق لعائلته. الشخص الوحيد الذي يعرف عن قوة جيمي هي والدته. جيمي لديه أيضًا عم يدعى هاري يعيش في دار رعاية بسبب إصابته بمرض الزهايمر في وقت مبكر من عمره.
تعمل تيا وكيلة للأدباء، وعميلها الأهم هو الكاتب النجم ريجيس توماس صاحب الروايات الرومانسية الأكثر مبيعًا. بدأت تيا بمواعدة إليزابيث «ليز» داتون المحققة بقسم شرطة نيويورك. عندما يموت ريجيس فجأة قبل الانتهاء من الكتاب الأخير، تخشى تيا أن تواجه وكالتها الأدبية الإفلاس، وتصطحب هي وليز الصبي جيمي إلى منزل ريجيس، حيث يتحدث إلى المؤلف المتوفى ويخبر والدته بأحداث الرواية التي لم ينتهي من كتابتها. تكتب تيا الكتاب الأخير بنفسها وتنشره ويحقق نجاحًا هائلاً. يكبر جيمي ويعرف أنه يمكنه استخدام قوة تسمى «الضوء المميت». تستخدم إليزابيث جيمي لإحباط مؤامرة ثامبر، المفجر التسلسلي، ولكنه ينتحر بعد أن زرع قنبلة أخيرة في مكان ما في المدينة. يتحدث جيمي إلى المتوفي الذي يكشف عن مكان القنبلة. بعد الحادث، يطاردهم ثامبر الذي لا يختفي على عكس جميع الأرواح الميتة الأخرى التي تحدث معها جيمي. يتحدث ثامبر إلى جيمي ويقدم تنبؤات كاذبة. بعد سنوات تتقاعد إليزابيث وتصبح مدمنة مخدرات وتقوم باختطاف جيمي ليدلها على مستودع ضخم للمخدرات، حيث أنها قتلت ملك المخدرات وتريد من جيمي أن يتحدث إلى المتوفى. يستدعي جيمي الضوء المميت الذي يحاول السيطرة على جيمي. يرفض جيمي الاستسلام ويحتفظ بالسيطرة على الضوء المميت.
بعد سنوات، وعندما يصبح جيمي في المدرسة الثانوية، تتصل به تيا وتخبره أن العم هاري قد مات بسبب الالتهاب الرئوي. يسافر جيمي إلى دار الرعاية ويتحدث إلى عمه المتوفى ويعرف أنه والده الحقيقي. يرفض جيمي أن يسأل عن تفاصيل أخرى، ولا يقول أي شيء لوالدته. يكبر جيمي منزعجًا من حقيقة أنه قد يصاب بمرض ألزهايمر مبكرًا مثل عمه، لكنه يحاول أن يظل متفائلاً بشأن المستقبل.

## استقبال الرواية
كتب ستيفن جراهام جونز الأستاذ بجامعة كولورادو على موقع واشنطن بوست في 28 فبراير 2021: «هل يكتب أي شخص عن أطفالًا يتمتعون بقوى غريبة أفضل من ستيفن كينج؟ وهل هناك أي شخص على الساحة لديه معرفة أكثر بالأمور الداخلية لصناعة النشر؟ .... ستكون هذه الرواية خلفك تمامًا، ويدها على كتفك، وهي قريبة جدًا من أذنك، وقد ترتجف قليلًا، ثم تبتسم، لأنك بين يدي رواة قصص».
كتب موقع ببليشارز ويكلي: «شنيع ولكنه ساحر... إنه دموي ومثير للقلق، يحتوي هذا المرعب الملتوي على ما يكفي من الخطايا والإيحاءات لإبقاء القراء يتابعون الحدث حتى نهايته المذهلة».
كتب موقع كيركس ريفيوز: «هل تتوق إلى قشعريرة وإثارة ولكن ليس لديك وقت لملحمة ملك؟ هذا سيفي بالغرض قبل النوم. لا يعني ذلك أنك ستنام».
كتبت مجلة جريم دارك في 21 مارس 2021: «رواية رعب مذهلة أخرى لمؤلف معروف بقصص الرعب المذهلة. ومع ذلك، مع حبكة هذا النوع من الانحناء، وشخصيته الرئيسية المحبوبة، ومخططه الانسيابي، يبرز الكتاب كواحد من أفضل كتب كينج»، ومنح الموقع الكتاب درجة 5 نجوم.
كتبت كيتلين دافي على موقع سابلايم هورور في 25 مارس 2021: «على الرغم من النهاية الغريبة، ما زلت أوصي بحرارة بهذه الرواية. من الواضح أن كينج قد استمتع كثيرًا بكتابتها. يمكنني أن أضمن أن أي شخص... سيقضي وقتًا رائعًا بالمثل في مواجهة الموتى مع جيمي كونكلين».
كتب زاكاري جيه ليش على موقع هارفارد كريمسون في 6 أبريل 2021: «كتاب يجمع ما يلمع فيه ويدوره بطريقة إبداعية. لسوء الحظ، ينتهي الأمر بالفوضى حتى بمعايير كينغ».
جاء على موقع انسين ليبراري في 3 مايو 2021: «رواية رائعة ومثيرة للإعجاب من الأسطوري ستيفن كينج، الذي يخلق قصة فريدة وقوية عن الحياة والموت والتصالح مع كليهما. تتميز بسرد مثير للفضول يمزج بين الرعب الذكي وإدخالات الجريمة مع قصة قوية عن التقدم في العمر. هي رواية لا تُنسى حقًا ومن السهل للغاية الوقوع في حبها»، ومنح الموقع الكتاب درجة  4.75 من أصل 5 نجوم.

## وصلات خارجية
https://stephenking.com/p/later/ لاحقا (رواية)
https://the-bibliofile.com/later-stephen-king/ لاحقا (رواية)
https://unseenlibrary.com/2021/05/03/later-by-stephen-king/ لاحقا (رواية)